# Harold Lever
Norman Harold Lever, baron Lever de Manchester, (15 janvier 1914 - 6 août 1995) est un avocat britannique et homme politique du parti travailliste.

## Jeunesse
Il est né à Manchester, fils d'un marchand de textile de Lituanie, et fait ses études à la Manchester Grammar School et à l'Université de Manchester. Il est admis au Barreau du Middle Temple en 1935. Pendant la Seconde Guerre mondiale il sert dans la Royal Air Force. Il est le frère de Leslie Lever, baron Lever.

## Carrière
Il est élu membre du Parlement pour Manchester Exchange aux élections générales de 1945, puis Manchester, Cheetham de 1950 à 1974. Son frère, Leslie Lever, est élu député du siège voisin de Manchester Ardwick. Il fait la promotion du projet de loi d'initiative parlementaire qui est devenu la loi de 1952 sur la diffamation.
Il est sous-secrétaire d'État parlementaire adjoint chargé des affaires économiques en 1967; Secrétaire financier du Trésor, de septembre 1967 à 1969; Paymaster General, 1969–70, membre du cabinet fantôme de 1970–74 et président du Comité des comptes publics, 1970–73. Son siège change à nouveau, devenant Manchester Central de 1974 à 1979. À son retour au pouvoir après les Élections générales britanniques de février 1974, il est Chancelier du duché de Lancastre de 1974 à 1979.
Lever occupe plusieurs postes dans les secteurs de la banque et du journalisme. Il est gouverneur de la London School of Economics de 1971 et de l’Union anglophone de 1973 à 1986. Il est administrateur du Royal Opera House de 1974 à 1982 et membre de la Cour de l'Université de Manchester de 1975 à 1987. Il est membre honoraire et président des administrateurs de la Royal Academy de 1981 à 1987. Il est titulaire d'un doctorat honoris causa en droit, science, littérature et technologie et reçoit la Grand-Croix de l'Ordre du mérite d'Allemagne en 1979.
Il est nommé conseiller privé en 1969 et est créé pair à vie en tant que baron Lever de Manchester, de Cheetham dans la ville de Manchester le 3 juillet 1979. En tant que pair et ancien homme d'État, il gère avec succès la grève de l'acier de 1980, l'un des plus longs conflits du travail au Royaume-Uni. En 1983, il siège au Franks Committee, une commission d'enquête de six conseillers privés sur la guerre des Malouines. En 1984, il est président de la commission des premiers ministres du Commonwealth sur la crise de la dette mondiale en développement. L'année suivante, en 1985, il co-écrit «Debt and Danger» qui préconise d'alléger la dette des pays en développement.

## Vie privée
En 1939, il épouse une étudiante en médecine, Ethel Sebrinski (née Samuel), cela se termine par un "divorce amical".
En 1945, il épouse Betty "Billie" Featherman (née Wolfe), et ont une fille, mais Betty meurt de leucémie peu de temps après la naissance .
Sa troisième épouse, Diane Zilkha (née Bashi), est l'ex-épouse de Selim Zilkha, et ils se sont mariés à la synagogue de Westminster le 15 mars 1962. Ils ont trois filles. Ils sont mariés pendant plus de 30 ans jusqu'à sa mort, le 6 août 1995, et ont vécu dans un appartement de 22 pièces à Eaton Square, que Diane "a converti ... en palais".
C'est un bon joueur de bridge, qui représentait à la fois la Chambre des communes et la Chambre des lords lors de leur match annuel. L'équipe pour laquelle il jouait gagnait généralement.
Il est décédé en août 1995, à l'âge de 81 ans.